# Hrabstwo Morrow (Ohio)
Hrabstwo Morrow (ang. Morrow County) – hrabstwo w stanie Ohio w Stanach Zjednoczonych. Obszar całkowity hrabstwa obejmuje powierzchnię 407,36 mil2 (1 055,05 km²). Według danych z 2010 r. hrabstwo miało 34 827 mieszkańców. Hrabstwo powstało 1 marca 1848 roku i nosi imię Jeremiaha Morrowa - dziewiątego gubernatora Ohio.

## Sąsiednie hrabstwa
- Hrabstwo Crawford (północ)
- Hrabstwo Richland (północny wschód)
- Hrabstwo Knox (południowy wschód)
- Hrabstwo Delaware (południowy zachód)
- Hrabstwo Marion (zachód)

## Wioski
- Candlewood Lake
- Iberia
- Cardington
- Chesterville
- Edison
- Fulton
- Marengo
- Mount Gilead
- Sparta